# Citronella philippinensis
Citronella philippinensis är en järneksväxtart som först beskrevs av Merrill, och fick sitt nu gällande namn av Howard. Citronella philippinensis ingår i släktet Citronella och familjen Cardiopteridaceae. Inga underarter finns listade i Catalogue of Life.